# Telecom Portugal
Telecom Portugal foi uma operadora Portuguesa de telecomunicações, pertencente ao Estado.

## História
Para conhecermos bem a história da Telecom Portugal, temos de recuar até 1887, altura em que a Anglo-Portuguesa de Telecomunicações, uma empresa privada, foi fundada.
Em 1968, depois de expirada a concessão de telecomunicações, foi fundada a TLP, que era encarregue de explorar os serviços de telecomunicações nos distritos de Lisboa e Porto, e os CTT, que exploravam os serviços de telecomunicações em todo o país excepto Lisboa e Porto e os serviços de correios.
Em 1992, os CTT entregam a gestão das telecomunicações a nível nacional excepto Lisboa e Porto, à Telecom Portugal, empresa criada de raiz. É ao mesmo tempo criada a holding estatal Comunicações Nacionais, SPGS, SA (CN), destinada a gerir todas as participações do Estado no sector, ou seja, a TLP, a Companhia Portuguesa Rádio Marconi (CPRM) e a  Teledifusora de Portugal (TDP).
Em 1994, as telecomunicações são liberalizadas e para tal, a Telecom Portugal, a TLP, a TDP e a CPRM foram fundidas na PT Comunicações, e até o último em 2014 quando foi fundida pela MEO.